# 愛 (テレビドラマ)
愛（あい）は、1979年8月9日～1980年4月17日にTBS系列で放映されたテレビドラマ。全36回。

## スタッフ
- 作：服部佳
- 演出：川俣公明
- プロデューサー：石井ふく子
- 音楽：小川寛興
- 製作：TBS、テレパック

## 出演
- 妻木二三子：山岡久乃

本作の主人公。交通事故で死去した夫・長男に代わり、老人施設「あいの郷」の理事長として創設経営に腐心する。単純で涙もろい。　　　
- 妻木信之：小野寺昭

二三子の次男。内科医だが「妻木医院」を継ぐのを拒絶、東京の大学病院に勤務する。暢気な楽天家。
- 妻木杏子：和泉雅子

二三子の長女。運転中の事故で父と長兄を亡くし自らも下半身不随となり車椅子生活を余儀なくされるも薬剤師の資格を生かし母を支える。勝気で根性がある。　　　　
- 妻木明之：岡本信人

二三子の三男。兄弟では唯一医療方面に進まなかったが、「あいの郷」の事務長として母と共に最前線で働く。真面目だがやや自分勝手なところがある。後に料亭「司」に弟子入りする。
- 妻木浩之：おりも政夫

二三子の四男。医大を中退し現在はバンドのボーカルとして生計を立てている。兄弟の中でも一番やさしい。
- 妻木淳子：音無美紀子

二三子の長男・敏之の妻。夫亡き後も妻木家で起居し一粒種の嵩の養育と忙しい姑に代わり家事一切を引き受けている。しっかりものだが寂しげな美人。
- 司代朝子：中田喜子

信之の恋人。父が経営する料亭「司」を手伝う傍ら内科クリニックの開業を夢見て優柔不断な信之の尻を叩いて二三子と対決するも、「あいの郷」の理想に共鳴してボランティアスタッフとして働き始める。
- 司代夕子：里見奈保

朝子の妹。高校生だが家業を手伝い、姉の恋も応援している。
- 司代孝太郎：宮川洋一

料亭「司」の主人、朝子姉妹の父
- 綿貫弥生：泉ピン子
- 司代奈津江：大鹿次代

料亭「司」の女将、朝子姉妹の母。朝子の結婚をめぐり二三子と争う。
- 恒松双六：金田賢一

恒松新平の孫、東京の進学校の三年生、祖父を探してこの「あいの郷」に現れる
- 津村彩：朝比奈マリア

双六と浜で出会った美少女
- 添田比佐子：相原友子

妻木医院の看護婦、両親の離婚後妻木家で養育される
- 倉持達郎：沢竜二

元船医、整形外科が専門で後妻木医院に勤務する
- 北町多恵：奈良岡朋子

妻木医院の眼科医、二三子の相談相手で比佐子の母親代わり
- 恒松新平：山村聡

元大病院院長、息子と衝突し家出、あいの郷に入居後妻木医院の外科医となる

## 放映リスト（サブタイトルリスト）
1. 決心しました  （1979/8/9）
2. 愛しています  （1979/8/16）
3. がんばってます （1979/8/23）
4. 嫁も他人です  （1979/8/30）
5. いのちとこころ  （1979/9/6）
6. 家を出ます （1979/9/13）
7. それぞれの愛  （1979/9/20）
8. 信じられません  （1979/9/27）
9. 結婚しません （1979/10/4）
10. みんなの妻です  （1979/10/11）
11. めぐりあい  （1979/10/18）
12. 明日があります （1979/10/25）
13. あいの郷の出発 （1979/11/1）
14. わかれ道  （1979/11/8）
15. 二人の夜  （1979/11/15）
16. 母親 （1979/11/22）
17. 家族  （1979/11/29）
18. 結婚します （1979/12/6）
19. 結婚式  （1979/12/13）
20. 旅立ちの日  （1979/12/20）
21. 新しい夫婦 （1979/12/27）
22. 新しいはじまり  （1980/1/10）
23. 母の願い  （1980/1/17）
24. 走れ！愛 （1980/1/24）
25. 春のカップル  （1980/1/31）
26. これも愛  （1980/2/7）
27. 友情 （1980/2/14）
28. 幸せの坂道  （1980/2/21）
29. 優しい息子たち  （1980/2/28）
30. 五歳のこころ （1980/3/6）
31. 母の両手 （1980/3/13）
32. 春の訪れ （1980/3/20）
33. 娘をください （1980/3/27）
34. 春のざわめき （1980/4/3）
35. 母さんありがとう  （1980/4/10）
36. 希望 （1980/4/17）

1980年1月3日はディズニーアニメ『砂漠は生きている』のため休止。

## 主題歌
- 「愛」（歌：小野寺昭）
  - 作詞：喜多條忠／作曲：出門英／編曲：木森敏之